# جون شو (سياسي)
جون شو هو سياسي كندي، ولد في 1837 في تورونتو في كندا، وتوفي بنفس المكان في 1917. حزبياً، نشط في حزب أونتاريو المحافظ التقدمي. وقد انتخب عضو برلمان مقاطعة أونتاريو وانتخب عمدة تورونتو ‏ (6 أغسطس 1897 – 1899).